# Cavaliers espagnols
Cavaliers espagnols est une peinture à l'huile sur toile réalisée par Édouard Manet en 1859, conservée au musée des Beaux-Arts de Lyon.

## Description
Manet reprend, ici comme dans la Scène d'atelier espagnol, des éléments repris de sa copie  d'après Le Petits Cavaliers de Vélasquez tel que le tableau était attribué au musée du Louvre à cette époque. On retrouve plusieurs détails issus de Vélasquez : la porte entr'ouverte des  Ménines et deux personnages tirés des Petits Cavaliers.
Au premier plan, Léon Koëlla-Leenhoff à l'âge d'environ 7 ou 8 ans, costumé en page est le même enfant que celui qui apparaît dans L'Enfant à l'épée, toujours dans la période hispanisante de Manet.

## Provenance
Sans doute acheté directement à la famille du peintre par le collectionneur Cheramy, le tableau a été acheté par le docteur Raymond Tripier de  Lyon qui l'a légué au musée des Beaux-Arts de cette ville en 1917. Les catalogues Wildenstein mentionnent parmi les possesseurs du tableau Paul Guillaume, ce qui est peu vraisemblable car Guillaume est né en 1891.

## Expositions
Au Salon d'Automne de 1905, l'œuvre était présenté sous le no 6. Il a été exposé à Marseille au musée Cantini en 1961 sous le no 27,.